# Sekiji Sasano
Sekiji Sasano (笹野 積次, Sasano Sekiji) est un footballeur japonais. Il évoluait au poste de milieu de terrain.

## Biographie
Il participe avec la sélection olympique aux Jeux olympiques d'été de 1936 organisés à Berlin. Le Japon s'incline en quart de finale face à l'Italie, futur vainqueur de l'épreuve.